# Конвой Рабаул — Трук (23.11.43 — 28.11.43)
Конвой Рабаул — Трук (23.11.43 — 28.11.43) — японський конвой часів Другої світової війни, проведення якого відбувалось у листопаді 1943 року.
Конвой сформували в Рабаулі — головній базі в архіпелазі Бісмарка, з якої японці провадили операції на Соломонових островах та сході Нової Гвінеї, а місцем його призначення був атол Трук (Чуук) у східній частині Каролінських островів (ще до війни тут створили потужну базу ВМФ, з якої до лютого 1944 року провадились операції у цілому ряді архіпелагів).
До складу конвою увійшли транспорти «Ніккай-Мару» та «Вайо-Мару», а ескорт забезпечували мисливець за підводними човнами CH-16 та два допоміжні мисливці за підводними човнами (CHa-20 і ще один неідентифікований корабель).
23 листопада судна вийшли з Рабаула та попрямували на північ. У другій половині дня 26 листопада в районі за 500 км на південний захід від Труку підводний човен Ray випустив по конвою 6 торпед, 4 із яких влучили в «Ніккай-Мару». Судно розломилося на кілька частин та затонуло протягом трьох хвилин.
28 листопада конвой прибув на Трук.